# Родэм, Тони
Энтони Дин Родэм (англ. Anthony Dean Rodham; 8 августа 1954 — 7 июня 2019) — американский консультант и бизнесмен, младший брат Хилари Клинтон, шурин бывшего президента США Билла Клинтона. Его деловые решения связаны с семьёй Клинтонов и потому привлекали внимание общественности.

## Биография
Вырос в методистской семье в пригороде Парк-Ридж (Иллинойс). Его отец Хью Родэм (1911—1993) был англо-валлийского происхождения и вёл небольшой успешный бизнес в текстильной индустрии. Его мать Дороти Хоуэлл Родэм (1919—2011) была англо-шотландско-валлийско-канадофранцузского происхождения. Он был младшим братом Хилари и Хью.
Тони Родэм окончил Maine South High School и не был ориентирован на академическое обучение, как его сестра. Впоследствии окончил университеты Iowa Wesleyan и университет Арканзаса, не получив нигде степени.
Тони Родэм участвовал в предвыборной кампании Билла Клинтона в Конгресс США в 1974 году. Затем он работал в компании по производству металлического оборудования в Техасе, продавал страховки, выступал как судебный пристав в Чикаго, где в него стреляли за его позорный «жилищный проект в Кабрини-Грин». Позже благодаря влиянию Билла Клинтона устроился надзирателем в тюрьме. Тони Родэм переехал в 1983 году в кондоминиум к брату Хью в Южной Флориде, где до 1992 года работал судебным курьером и частным детективом.
В первую предвыборную президентскую кампанию Билла Клинтона в 1992 году Тони Родэн работал в координационно-пропагандистском секторе Демократического национального комитета. В 1993 году он и его брат Хью пытались запросить корпоративные пожертвования на инаугурационную кампанию Клинтона, но отказались от затеи после общественного осуждения. К 1994 году Тони Родэн стал заниматься бизнес-консультациями. В 1997 году он пытался устроить встречу Билла Клинтона с парагвайским президентом Хуаном Карлосом Васмоси и могущественным мэром Москвы Юрием Лужковым. В 1998 году Тони Родэм оплатил визит к диктаторскому премьер-министру Хун Сену в Камбоджу. В каждом случае его критиковали за попытки давления на Белый дом через взаимодействие с иностранными политиками и выискивание финансовой выгоды для себя.
В 1999 году братья Родэм затеяли выращивание и экспортирование фундука стоимостью 118 млн долларов в Грузии. Это расстроило Госдепартамент США и советника по национальной безопасности Сэнди Бергера, однако установление связей Родэмов в Батуми с Асланом Абашидзе — основным политическим оппонентом действующего грузинского президента Эдуардом Шеварднадзе — привело к появлению ключевого партнёра США в регионе. Более того, Родэм крестил внука Абашидзе в Риме. Усилиями Бергера и Клинтонов удалось заставить Родэмов бросить затею. Родэм не назвал свою финансовую выручку от предприятия.
Подобные эпизоды закрепили за Родэмами прозвище «Братья Родэм», носящее негативную коннотацию, а представитель Белого дома выразился, что их имена готовы слышать лишь в темах, касающихся игры в гольф.
В марте 2001 года стало известно, что Тони Родэм в марте 2000 года вопреки решению Министерства юстиции помог добиться президентского помилования Эдгару Аллену Грегори-младшему и его жене Вонны Джо — супругам из Теннесси, занимавшимся карнавальным бизнесом и осуждённым за банковские махинации. Это вызвало массовые возмущения и критику в рамках спорных помилований президента Клинтона, где Хью Родэм брал деньги за помилования. Хиллари Клинтон, которая резко критиковала участие Хью Родэма и просила его вернуть деньги, сказала, что Тони Родэм не платил за его работу. Республиканский Комитет палаты представителей США по надзору и реформе провел собственное расследование и установил, что Тони Родэм оплатил услугу.
К середине 2007 года Тони Родэм помогал собирать средства в Пенсильвании на её президентскую кампанию 2008 года. В конце 2007 года стало известно о том, что он задолжал около $158 000 алиментов Николь Боксер и выплаты на детей.
К началу 2010-х годов после ряда неудачных предприятий в области нефти и газа, воды, жилья, фармацевтики и обучения, Родэм оказался в финансовом кризисе, задолжал по ипотечным платежам, был лишён права выкупить дом, и получил повестку в суд по делу прекратившихся выплат алиментов ребёнку.
Билл Клинтон со своим давним партнёром Терри Маколиффом помог Тони Родэму получить работу, чтобы найти иностранных инвесторов для автомобильной фирмы Маколиффа «GreenTech Automotive». В этом деле Тони Родэм не играл заметной роли, а его поездка в Китай для привлечения инвесторов провалилась из-за недовольства китайцев различными действиями администрации Клинтона, включая бомбардировку Соединёнными Штатами посольства Китая в Белграде в 1999 году.
В октябре 2013 года Родэм присоединился к консультативному совету компании «VCS Mining» из штата Делавэр, которая планировала строительство золотодобывающего рудника в районе Кап-Аитьен на Гаити. К 2015 году проект остановили из-за угрозы окружающей среде и высокого иностранного участия. Также Родэм отверг подозрения в том, что он получил эту должность благодаря своей семье. 19 февраля 2016 года он ушёл в отставку с поста члена совета директоров «VCS Mining» в рамках «плана реструктуризации» без каких-либо разногласий между сторонами.
Во время президентской предвыборной кампании Хилари Клинтон 2016 года братья Родэмы в апреле 2016 года появились с ней на митинге в их детском летнем доме в Скрантоне, штат Пенсильвания. В остальном Тони Родэм держался в тени в ходе кампании.
В ноябре 2017 года 32 китайских инвестора предъявили иск Родэму и Маколиффу на 17 миллионов долларов по обвинению в мошенничестве. Однако в феврале 2018 года федеральный судья отозвал обоих от дела. 12 июня 2019 года Апелляционный суд четвёртого округа США поддержал решение федерального суда в Александрии (штат Вирджиния), сказав, что иск не был достаточно конкретным, — якобы вводящие в заблуждение предложения Маколиффа и Родхэма побудили китайских граждан инвестировать в проект.

### Личная жизнь и смерть
Тони Родэм с 1994 года был женат на Николь Боксер, дочери сенатора от Калифорнии Барбары Боксер Их свадьба в Белом доме стала первой, прошедшей там со времён Триши Никсон и Эдварда Кокса в 1971 году. У Тони Родэма и Николь Боксер в 1995 году родился единственный сын Захарий (кто был одновременно внуком и племянником сенаторов США). В 2000 году супруги расстались, а в 2001 году развелись. Однако бывшие супруги продолжали вместе работать на политическом поприще и участвовали в жизни их общего ребёнка.
К 2002 году у Родэма возник в споре с бывшей женой по вопросу выплат алиментов на ребёнка. По словам Николь Боксер, он не платил их в течение шести месяцев. Летом 2005 года Родэм женился на Мэган Медден в Вирджинии. У пары родилось двое детей.
Тони Родэн скончался 7 июня 2019 года в возрасте 64 лет. О его смерти сообщила его сестра в Твиттере 9 июня. Причина смерти не разглашается.